# Campoletis viennensis
Campoletis viennensis là một loài tò vò trong họ Ichneumonidae.